# Knautia norica
Knautia norica är en tvåhjärtbladig växtart som beskrevs av Friedrich Ehrendorfer. Knautia norica ingår i släktet åkerväddar, och familjen Dipsacaceae. Inga underarter finns listade i Catalogue of Life.